# Харьковский музей кукол
Харьковский музей кукол — старейший музей кукол на Украине. Был открыт 5 октября 1954 года. Расположен музей в здании Харьковского государственного академического театра кукол им. В. А. Афанасьева, по адресу: Харьков, Площадь Конституции, 24.

## История
История музея начиналась с небольшой выставки кукол, которые участвовали в спектаклях театра. В 1968 году музей переехал в новое здание, построенное по проекту академика Бекетова, — архитектурный памятник XX века. На создание музея повлиял Международный Союз кукольных театров, который рекомендовал, по возможности, создавать музеи кукол по всему миру.
Под Харьковский музей кукол выделен весь третий этаж, который включает в себя три экспозиционных зала. Первых посетителей музей принял 23 августа 1968 года. На сегодняшний день в нём собраны экспонаты не только с территории Украины, но и из Польши, США, Болгарии, Канады, Бельгии, Франции и других государств. Коллекция музея насчитывает свыше 11 000 экспонатов. Среди них — куклы, сувениры, фотографии, макеты кукол, афиши и театральные программки. По количеству экспонатов Харьковский музей кукол уступает только Московскому музею театральных кукол при Театре кукол им. С. Образцова.

## Экспозиция музея
В первом зале музея представлена история развития театра кукол. Здесь находятся куклы четы Симонович-Ефимовых — советских кукольников, которые открыли в 1918 году первый кукольный театр в Москве. Среди кукол — Пионерка Нюра, Стражник из Театра Образцова, куклы из театра Михаэля Мешке — шведского режиссёра театра кукол. Во втором зале собрана коллекция кукол из разных стран мира. Большую часть экспонатов представляют куклы из Польши. Также представлены куклы из США, Монголии и разных стран Европы. В третьем зале собрана коллекция значков, посвящённых искусству театра кукол. Аналогов такой коллекции нет ни в одном музее мира. Также здесь находится множество экспонатов, которые отражают историю развития Харьковского театра кукол им. В. А. Афанасьева. Также в музее собраны подарки от Московского государственного центрального театра кукол им. С. В. Образцова и куклы знаменитых зарубежных мастеров.
В период с 2002 по 2008 год в музее произошла замена экспозиционного оборудования, что позволило сделать музей более интересным и соответствующим современным тенденциям.